# Sukamekar (Sukawangi)
Sukamekar is een bestuurslaag in het regentschap Bekasi van de provincie West-Java, Indonesië. Sukamekar telt 7395 inwoners (volkstelling 2010).